# Prestonsburg
Prestonsburg város az Amerikai Egyesült Államok Kentucky államában, Floyd megyében, melynek megyeszékhelye is. Lakosainak száma 3681 fő (2020. április 1.).

## Népesség
A település népességének változása:

| 2010 | 3 255 |
| 2020 | 3 681 |